# Letschin

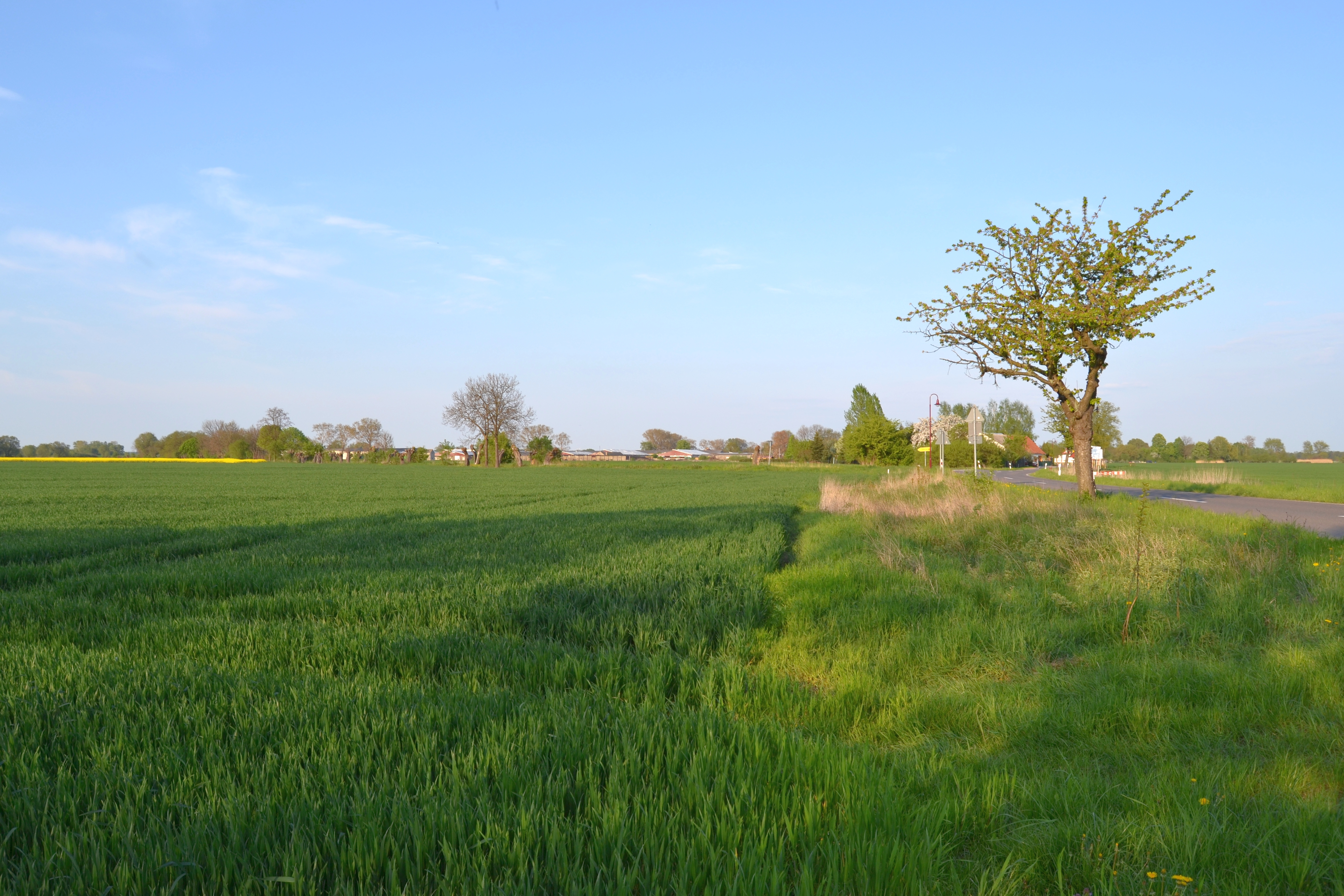
Letschin-Sophienthal.

Letschin is een gemeente in de Duitse deelstaat Brandenburg, en maakt deel uit van het Landkreis Märkisch-Oderland.
Letschin telt 3.978 inwoners.

## Plaatsen in de gemeente Letschin
- Gieshof-Zelliner Loose
- Groß Neuendorf
- Kiehnwerder
- Kienitz
- Letschin
- Neubarnim
- Ortwig
- Sietzing
- Sophiental
- Steintoch